# Стенідея
Стеніде́я (лат. Stenidea Mulsant, 1842 = Belodera Thomson, 1864 = Blabinotus Wollaston, 1862, як частина = Deroplia Dejean, 1835, як необґрунтована назва)  — рід жуків з родини вусачів, що налічує понад 30 видів, розповсюджених у Євразії.

## Види
- Стенідея Ґенея (Stenidea genei Aragona, 1830)
- Стенідея Троберта (Stenidea troberti (Mulsant, 1843)